# Gmelinita-K
La gmelinita-K és un mineral de la classe dels silicats. Rep el seu nom del mineralogista i químic alemany Christian Gottlob Gmelin (1792-1860), de la Universitat de Tübingen, Alemanya.

## Característiques
La gmelinita-K és un silicat de fórmula química K₄(Si₈Al₄O24)·11H₂O. Cristal·litza en el sistema hexagonal. La seva duresa a l'escala de Mohs és 4,5.
Segons la classificació de Nickel-Strunz, la gmelinita-K pertany a «02.GD: Tectosilicats amb H₂O zeolítica; cadenes de 6-enllaços – zeolites tabulars» juntament amb els següents minerals: gmelinita-Ca, gmelinita-Na, willhendersonita, cabazita-Ca, cabazita-K, cabazita-Na, cabazita-Sr, cabazita-Mg, levyna-Ca, levyna-Na, bellbergita, erionita-Ca, erionita-K, erionita-Na, offretita, wenkita, faujasita-Ca, faujasita-Mg, faujasita-Na, maricopaïta, mordenita, dachiardita-Ca, dachiardita-Na, epistilbita, ferrierita-K, ferrierita-Mg, ferrierita-Na i bikitaïta.

## Formació i jaciments
Va ser descrita amb exemplars provinents de dos indrets: San Giorgio di Perlena, a la província de Vicenza (Vèneto, Itàlia), i el mont Al·luaiv, a la província de Murmansk. També ha estat descrita a La Aldea de San Nicolás, a Gran Canària (Espanya). Aquests tres indrets són els únics de tot el planeta on ha estat descrita aquesta espècie mineral.